# Thalassema hartmani
Thalassema hartmani is een lepelworm uit de familie Thalassematidae.
De wetenschappelijke naam van de soort werd in 1947 gepubliceerd door Walter Kenrick Fisher.